# Gresty Road
Gresty Road o Alexandra Stadium, actualmente conocido como Mornflake Stadium por motivos de patrocinio, es un estadio de fútbol en Crewe, Cheshire, Inglaterra. El estadio de Crewe Alexandra tiene una capacidad para 10.153 personas sentadas.

## Historia
Crewe había jugado inicialmente en Alexandra Recreation Ground, también en Gresty Road y ubicado justo al norte del sitio actual. Después de abandonar el terreno hacia el final de la temporada 1895-1896, el club tocó en varios lugares, incluido el cercano Sandbach, antes de mudarse al terreno original de Gresty Road, al este del sitio actual, en 1897.

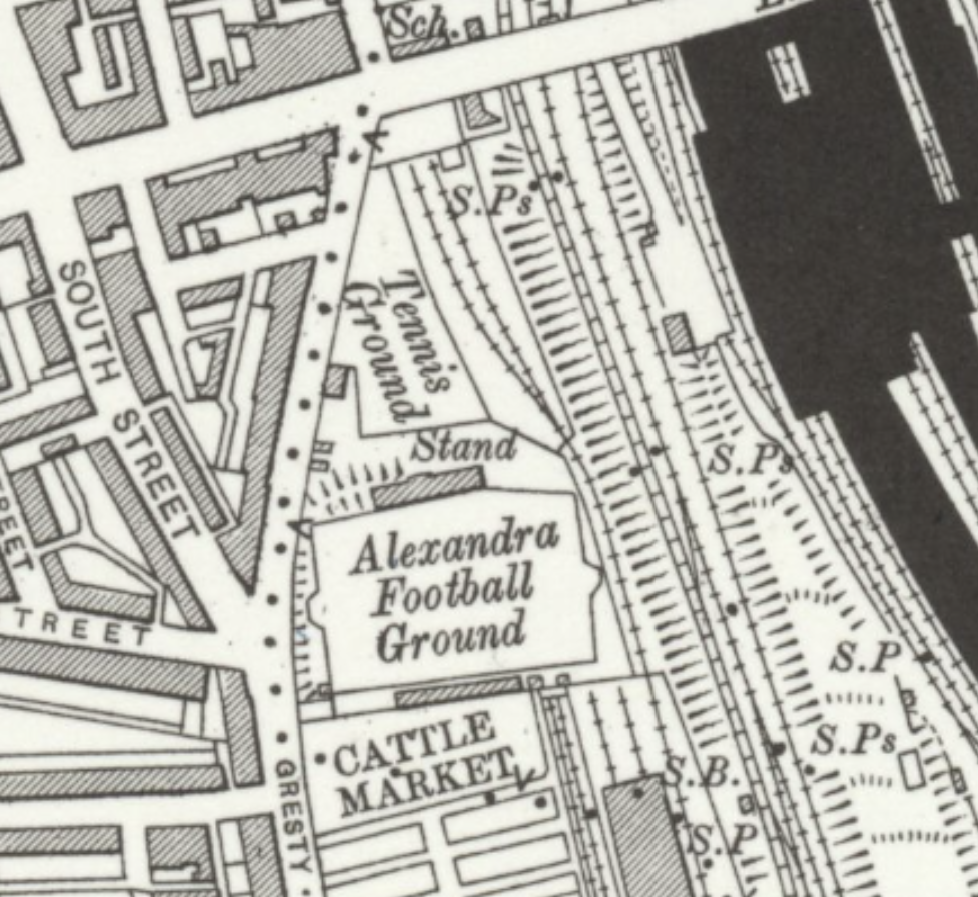
Mapa de Ordnance Survey de 1911 que muestra el campo de fútbol Alexandra

En 1906, ese terreno, al igual que el Alexandra Recreation Ground diez años antes, fue demolido para dar paso a la construcción de nuevas líneas ferroviarias, y se construyó un nuevo terreno en Gresty Road en un sitio adyacente al oeste. El nuevo terreno inicialmente tenía una grada en cada línea de banda, una de las cuales se había movido del primer terreno de Gresty Road, y algunos terraplenes alrededor del resto del campo. El campo corre aproximadamente de este a oeste, y los equipos juegan hacia Gresty Road (oeste) o hacia la estación de tren (este).
La tribuna principal siempre ha estado situada en el lado sur del terreno. Hasta la década de 1990, la tribuna principal era una estructura de madera (construida en 1932 después de que un incendio destruyera la tribuna original)  que ofrecía los únicos asientos (de madera) del terreno más un área para estar de pie ('The Paddock'), mientras que los otros tres lados Eran todas terrazas de pie. Esta configuración registró el récord de asistencia del club cuando 20.000 personas vieron el empate de tercera ronda de la Copa FA contra los Spurs el 30 de enero de 1960 

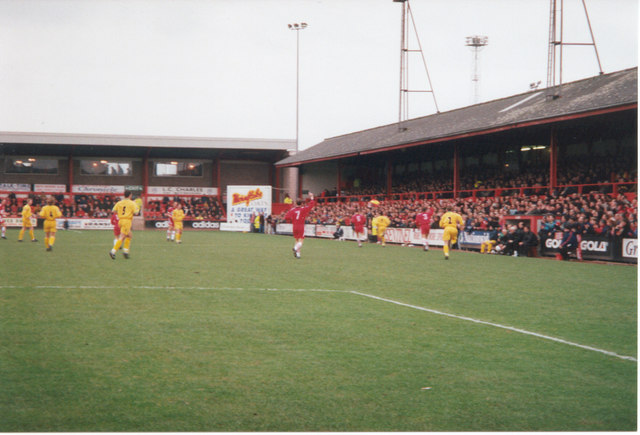
Gresty Road en 1998, mirando al este hacia Family Stand, con la antigua tribuna principal a la derecha

Durante la década de 1990, la modernización gradual vio las terrazas abiertas en el 'Railway End' (en un momento un 'banco de cenizas' toscamente formado con terrazas con traviesas) reemplazadas por un nuevo stand familiar (1993); el 'Gresty Road End' (la zona principal de aficionados visitantes) también fue reemplazada por una tribuna para todos los asientos (1995); y la terraza norte parcialmente cubierta (el 'Pop Side' de los aficionados locales) fue reemplazada por una tribuna para todos los asientos (1996-1997). La finalización de la fase final en 2000, incluida la construcción de una nueva tribuna principal de £ 5,2 millones, supuso cierta reorganización de la asignación de asientos; Los aficionados visitantes se alojan actualmente en la tribuna situada junto a la banda norte (con la posibilidad de ampliar la capacidad en la tribuna familiar para contingentes visitantes especialmente numerosos). El Gresty Road End y la tribuna principal son exclusivamente para los aficionados locales. Crewe recibió a su primera multitud de más de 10.000 personas en el estadio con asientos en 2000  con una asistencia récord de 10.092 cuando Crewe jugó contra el Manchester City el 12 de marzo de 2002.
En junio de 2021, el club acordó un acuerdo de derechos de nombre de £ 0,5 millones con el patrocinador de camisetas a largo plazo, Mornflake; El campo se llamará Estadio Mornflake hasta 2023-24.

### Asistencias
La ubicación del estadio junto a la estación de tren de Crewe es conveniente para los aficionados que viajan en tren hacia y desde los partidos en Gresty Road. Desde la década de 1920 hasta la de 1960, la asistencia promedio era de alrededor de 6.000 personas, pero los derbis locales podían más que duplicar la asistencia: la visita de Stoke City el 26 de octubre de 1926 atrajo a 15.102, por ejemplo, mientras que Port Vale atrajo a 17.883 en 21 de septiembre de 1953, Récord de público en la liga de Crewe. Los partidos de copa contra clubes importantes como los Spurs también atrajeron a grandes multitudes (un récord de 20.000 personas en 1960). Sin embargo, la asistencia a la liga disminuyó en las décadas de 1970 y 1980, cuando se registraron promedios estacionales de menos de 2.000 personas cuatro veces, siendo la temporada 1986-87 la más baja, con 1.817; sólo 1.009 personas vieron el empate 1-1 contra el Peterborough United el 4 de febrero de 1986. El resurgimiento de Crewe a partir de mediados de la década de 1980 impulsó el interés local, con una asistencia de más de 5.000 personas cada vez más común, incluso cuando la transición de Gresty Road a un estadio con asientos completos comenzó a restringir el número a fines de la década de 1990; La asistencia promedio alcanzó un máximo de 7.741 en 2004 durante los años de Crewe en el Campeonato. Las multitudes de la Liga Dos antes del cierre de la pandemia de COVID-19 en 2020 promediaban 4.580, justo por encima de su promedio histórico, 4.576.

### Internacional
El 31 de mayo de 2015, el campo acogió un partido amistoso internacional entre Irlanda del Norte y Qatar.
| International Friendly | Irlanda del Norte | 1–1    | Catar       | Crewe, England                                                           |  |
| 17:00 BST Match 601    | Dallas 46'        | Report | Boudiaf 70' | Estadio: Gresty Road Asistencia: 3,022 Árbitro: Michael Oliver (England) |  |

## Soportes

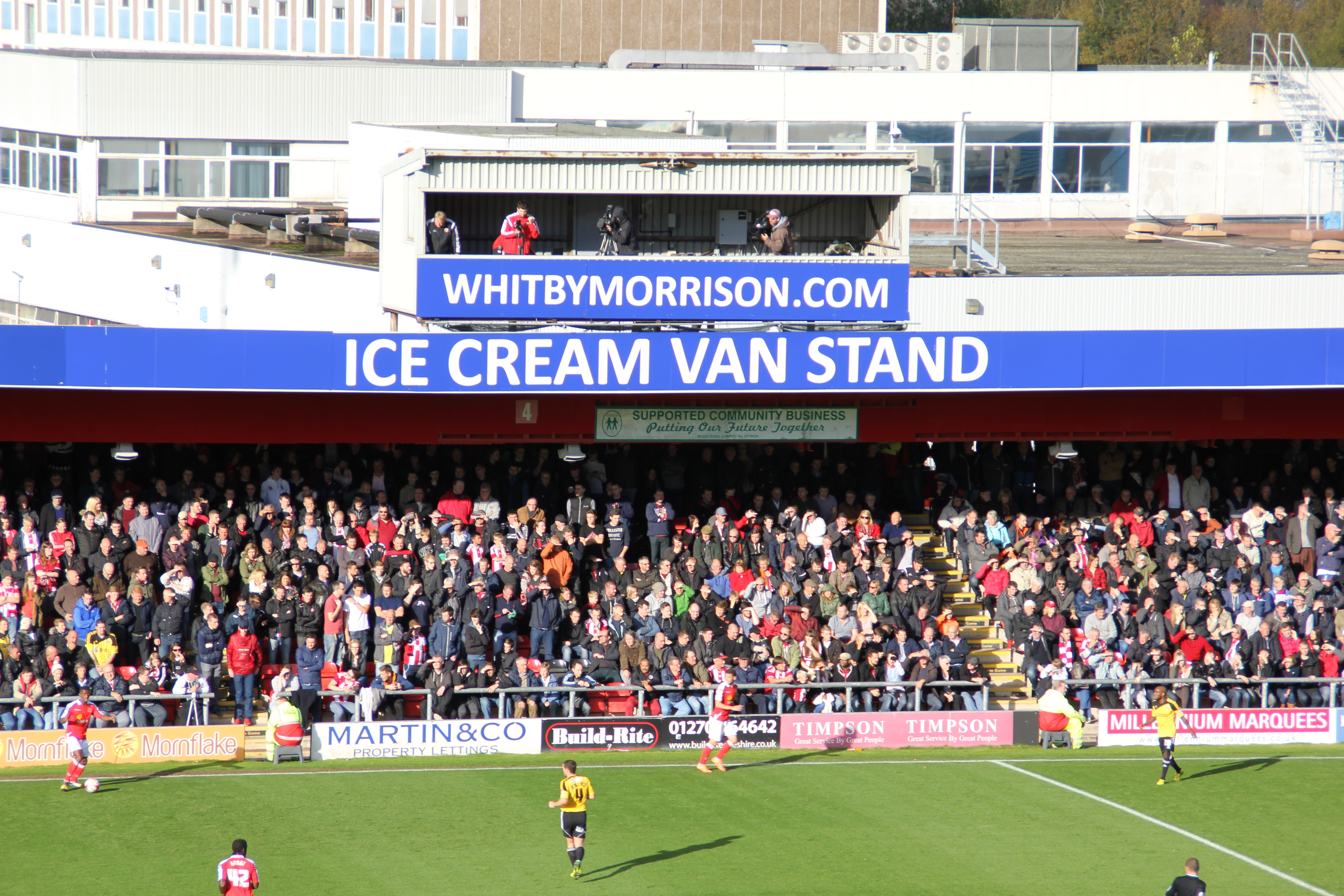
Vista del stand de Ice Cream Van en el estadio Crewe Alexandra FC

El estadio actual, también conocido como Estadio Alexandra, tiene una capacidad para 10.153 personas sentadas. Cuenta con cuatro stands: 
- La tribuna Boughey tiene capacidad para 6.809 espectadores y también cuenta con un área para directores y asientos para los medios, y alberga las oficinas del club, los vestuarios de los equipos, las instalaciones de hospitalidad, la taquilla y la tienda del club.
- El puesto de reclutamiento de KPI,[19] también conocido como Gresty Road End, tiene capacidad para 982 espectadores y 4 espectadores discapacitados. Un bar para los aficionados locales está situado al norte de esta tribuna.
- La tribuna de la familia Blue Bell, también conocida como Railway End, tiene capacidad para 682 espectadores.
- El Whitby Morrison Ice Cream Van Stand,[20] anteriormente Pop Side, tiene capacidad para 1.680 espectadores visitantes y también alberga las instalaciones de filmación de videos del día del partido.

Si el terreno requiere expansión, el cambio más probable será la remodelación del puesto Ice Cream Van para convertirlo en un puesto de dos niveles.
En febrero de 2023, el club anunció planes para instalar 3.000 paneles solares sobre los espacios del aparcamiento al sur de la tribuna principal (Boughey), y la energía se utilizará para alimentar el estadio o para generar ingresos.